# Château de Saint-Romain-Lachalm
Le château de St-Romain-Lachalm est un édifice situé à Saint-Romain-Lachalm, en France.

## Localisation
Le château est situé sur le territoire de la commune de Saint-Romain-Lachalm, dans le département  de la Haute-Loire, en région Auvergne-Rhône-Alpes.

## Description
Le château date des XIVe et XVe siècles, il a fait l'objet au XIXe siècle d'importantes restaurations. Extérieurement, elles visèrent à redonner à l'édifice ses dispositions médiévales amoindries au cours des siècles (tours d'angle) ; intérieurement, installation d'un confort avec boiseries et cheminées. Cet édifice est représentatif de la réécriture médiévale ou éclectique propre au XIXe siècle.
Le château est une ancienne maison forte construite au XIe et XIIe siècles, composée d'un donjon entouré de fossés et d'une enceinte fortifiée avec chemin de ronde et pont-levis. Une deuxième enceinte fermée d'un mur défendu par deux tours basses, englobait les communs. À la Révolution, les tours furent abattues, puis rétablies en 1875. Les fossés furent comblés en 1827.
De plan approximativement carré, le château se compose de quatre ailes autour d'une cour intérieure. Il subsiste une tour ronde à l'angle nord-ouest, une tour polygonale demi hors-œuvre au centre de la façade sud et des échauguettes aux angles sud-est et sud-ouest. Une autre échauguette flanque le côté ouest de la tour polygonale. Un jardin à la française s'étend devant la façade principale. Vers 1875, l'ancienne cour intérieure a été couverte d'une verrière.
À l'intérieur, décor en majorité du XIXe siècle, comprenant cheminées monumentales, peintures au pochoir néo-gothiques, boiseries, plafonds à la française, tapisseries...

## Historique
Le château est d'origine médiévale, habité par la même famille depuis le XIVe siècle.
Il est inscrit au titre des monuments historiques par arrêté du 15 septembre 1993.

## Protection
Éléments protégés : le château, y compris le parc et les pièces suivantes avec leur décor : escalier, grand hall, salle à manger, grand salon avec ses tapisseries, petit salon vert, salle à Martin (rez-de-chaussée) et bibliothèque, chambre troubadour, chambre impériale (premier étage).

## Galerie

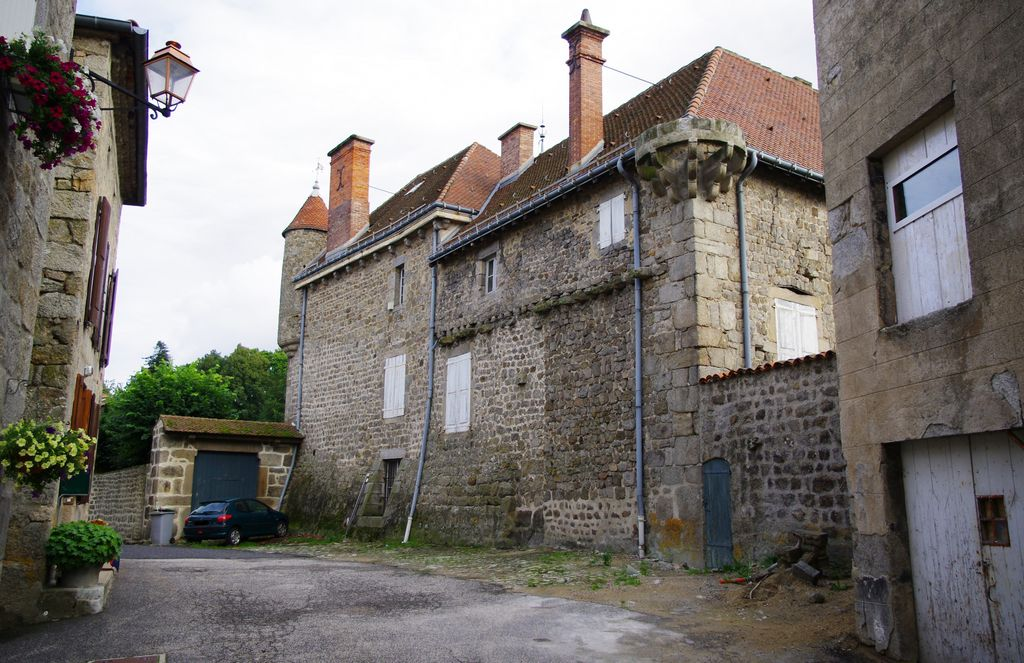